# Vyborg
Vyborg (tiếng Nga: Вы́борг; tiếng Phần Lan: Viipuri; tiếng Thụy Điển: Viborg; tiếng Đức: Wiborg; tiếng Estonia: Viiburi) là một thành phố Nga giành được từ Phần Lan sau Chiến tranh Liên Xô - Phần Lan 1940, nằm ở eo đất Karelia gần đầu vịnh Vyborg, 130 kilômét (81 mi) về phía tây bắc St. Petersburg và 38 kilômét (24 mi) phía nam biên giới Nga với phần Lan nơi kênh đào Saimaa đổ vào vịnh Phần Lan.. Thành phố này thuộc chủ thể Leningrad Oblast. Thành phố có dân số 79.224 người (theo điều tra dân số năm 2002). Đây là thành phố lớn thứ 202 của Nga theo dân số năm 2002. Dân số qua các thời kỳ: 80,013 (Điều tra dân số 2010); 79,224 (Điều tra dân số 2002); 80,924 (Điều tra dân số năm 1989).

## Địa lý

### Khí hậu
| Dữ liệu khí hậu của Vyborg              | Dữ liệu khí hậu của Vyborg | Dữ liệu khí hậu của Vyborg | Dữ liệu khí hậu của Vyborg | Dữ liệu khí hậu của Vyborg | Dữ liệu khí hậu của Vyborg | Dữ liệu khí hậu của Vyborg | Dữ liệu khí hậu của Vyborg | Dữ liệu khí hậu của Vyborg | Dữ liệu khí hậu của Vyborg | Dữ liệu khí hậu của Vyborg | Dữ liệu khí hậu của Vyborg | Dữ liệu khí hậu của Vyborg | Dữ liệu khí hậu của Vyborg |
| Tháng                                   | 1                          | 2                          | 3                          | 4                          | 5                          | 6                          | 7                          | 8                          | 9                          | 10                         | 11                         | 12                         | Năm                        |
| --------------------------------------- | -------------------------- | -------------------------- | -------------------------- | -------------------------- | -------------------------- | -------------------------- | -------------------------- | -------------------------- | -------------------------- | -------------------------- | -------------------------- | -------------------------- | -------------------------- |
| Cao kỉ lục °C (°F)                      | 6.9 (44.4)                 | 8.4 (47.1)                 | 13.8 (56.8)                | 22.1 (71.8)                | 29.0 (84.2)                | 32.9 (91.2)                | 34.6 (94.3)                | 33.4 (92.1)                | 26.0 (78.8)                | 17.1 (62.8)                | 12.0 (53.6)                | 8.6 (47.5)                 | 34.6 (94.3)                |
| Trung bình ngày tối đa °C (°F)          | −4.2 (24.4)                | −4.1 (24.6)                | 0.6 (33.1)                 | 7.1 (44.8)                 | 14.7 (58.5)                | 19.3 (66.7)                | 22.2 (72.0)                | 20.2 (68.4)                | 14.5 (58.1)                | 7.9 (46.2)                 | 1.8 (35.2)                 | −1.7 (28.9)                | 8.2 (46.8)                 |
| Trung bình ngày °C (°F)                 | −7.0 (19.4)                | −7.3 (18.9)                | −3.0 (26.6)                | 3.3 (37.9)                 | 10.3 (50.5)                | 15.3 (59.5)                | 18.3 (64.9)                | 16.5 (61.7)                | 11.3 (52.3)                | 5.5 (41.9)                 | −0.2 (31.6)                | −4.2 (24.4)                | 4.9 (40.8)                 |
| Tối thiểu trung bình ngày °C (°F)       | −9.9 (14.2)                | −10.5 (13.1)               | −6.5 (20.3)                | −0.6 (30.9)                | 5.9 (42.6)                 | 11.2 (52.2)                | 14.3 (57.7)                | 12.7 (54.9)                | 8.0 (46.4)                 | 3.2 (37.8)                 | −2.2 (28.0)                | −6.7 (19.9)                | 1.6 (34.9)                 |
| Thấp kỉ lục °C (°F)                     | −36.8 (−34.2)              | −32.4 (−26.3)              | −28.2 (−18.8)              | −18.6 (−1.5)               | −4.6 (23.7)                | 0.1 (32.2)                 | 5.8 (42.4)                 | 2.5 (36.5)                 | −3.9 (25.0)                | −11.4 (11.5)               | −21.0 (−5.8)               | −29.3 (−20.7)              | −36.8 (−34.2)              |
| Lượng Giáng thủy trung bình mm (inches) | 49.1 (1.93)                | 37.9 (1.49)                | 38.1 (1.50)                | 32.6 (1.28)                | 41.0 (1.61)                | 64.4 (2.54)                | 69.2 (2.72)                | 83.6 (3.29)                | 70.1 (2.76)                | 76.5 (3.01)                | 71.8 (2.83)                | 66.9 (2.63)                | 701.2 (27.61)              |
| Nguồn: Погода Выборг                    |                            |                            |                            |                            |                            |                            |                            |                            |                            |                            |                            |                            |                            |